# Друштво новосадских књижевника
Друштво новосадских књижевника (скраћни назив: ДНК) представља удружење најзначајнијих и најугледнијих аутора свих активних књижевних генерација Новог Сада. Основано је 27. јуна 2018. у Новом Саду с циљем да унапређује и афирмише оригинално књижевно стваралаштво и преводилачко стваралаштво новосадских аутора.

## Историјат
Оснивачка скупштина Друштва новосадских књижевника одржана је у Сали за седнице Матице српске 27. јуна 2018. Тридесетак најзначајнијих и најугледнијих аутора свих активних књижевних генерација Новог Сада били су присутни на оснивачкој Скупштини и решили су да, у форми нове, репрезентативне и релевантне књижевне организације, обогате културни и књижевни живот Новог Сада. За почасног председника изабран је Сава Дамјанов. На Скупштини је, поред председника, изабран и састав Управног одбора у којем су: Ђорђе Писарев, Бојана Ковачевић Петровић, Ђезе Бордаш, Зденка Валент Белић, Стеван Тонтић и Ненад Шапоња и Надзорни одбор у саставу Мирослав Алексић, Душан Радак, Олена Планчак Сакач.
| „                                                                      | С обзиром [на то] да традиција окупљања писаца у Новом Саду траје још од 19. века, када су Лаза Костић, Змај, Јаков Игњатовић и остали, поред Матице српске, као места саборности, на посебне начине градили књижевни живот нашега града који је због тога и називан Српском Атином – а у 20. веку, педесетих година, имали смо еманципаторску улогу Трибине младих, осамдесетих година и Књижевну заједницу Новог Сада, као струковно удружење које је једно време радило изузетно квалитетно и било један од књижевних знакова града – ми, новосадски писци, решили смо да оснујемо своје градско удружење које ће се бавити унапређењем књижевног и културног живота у нашем граду, као и статусним питањима везаним за позицију писаца у нашем времену. Сматрамо да ће ова нова књижевна организација битно допринети како бољем положају писаца у нашем граду, тако и бољој рецепцији Новог Сада као престонице културе, не само у сусрет 2021, већ и даље, кроз континуиран процес промоције културних садржаја и примереног вредносног система, као и мултикултуралности која карактерише наш град. | ” |
| — Сава Дамјанов, Основано Друштво новосадских књижевника (27. 6. 2018) | |   |

Од 2019. председник ДНК је Ненад Шапоња.
Седиште ДНК је на адреси Трг слободе 3, Нови Сад.

## Делатност
ДНК организује књижевне догађаје у Новом Саду, учествује у књижевним манифестацијама, сарађује са другим удружењима и установама културе, прати и промовише догађаје на књижевној и културној сцени Новог Сада. ДНК развија издавачку делатност која се заснива на промоцији дела новосадске књижевне традиције и савременог стваралаштва; досад су се издавачки пројекти били засновани на антологијама истакнутих новосадских аутора. Поред пројеката који се реализују у материјалној стварности, ДНК има развијене активности и у домену вирталне стварности. У оквиру ДНК основан је онлајн часопис Међутим, ДНК, који уређује Милош Јоцић. ДНК реализује пројекте „Перпетуум мобиле Нови Сад”, медијски књижевни који се састоји из неколико догађаја и траје током читаве године, „Недеља новосадских писаца”, као и пројекат „Књижевна мапа Новог Сада”, који је представљен на својој онлајн платформи. ДНК има активан Јутјуб канал и странице на друштвеним мрежама на којима објављује креативне садржаје и остале садржаје у вези са својим делатностима.

## Чланови[1]
1. Мирјана Коларски Гардиновачки
2. Олена Планчак Сакач
3. Саша Радоњић
4. Милош Јоцић
5. Мирослав Алексић
6. Милан Мицић
7. Зденка Валент Белић
8. Ненад Шапоња
9. Ђезе Бордаш
10. Селимир Радуловић
11. Јелена Марићевић Балаћ
12. Благоје Баковић
13. Ђорђе Писарев
14. Бојан Самсон
15. Гордана Ђилас
16. Снежана Савкић
17. Снежана Николић
18. Далибор Томасовић
19. Мирослав Радоњић
20. Ален Бешић
21. Ђорђе Деспић
22. Владимир Копицл
23. Јоан Баба
24. Фрања Петриновић
25. Бојана Ковачевић Петровић
26. Наташа Бундало Микић
27. Сава Дамјанов
28. Ђорђо Сладоје
29. Драган Станић
30. Драгана Бошковић
31. Настасја Писарев
32. Владимир Валенћик
33. Ладислав Чањи
34. Сунчица Радуловић Торбица
35. Игор Мировић
36. Никола Шанта
37. Душан Поп Ђурђев
38. Часлав Ђорђевић
39. Ранко Чолаковић
40. Милутин Ж. Павлов
41. Марија Пргомеља Бјелица
42. Перица Милутин
43. Предраг Шапоња
44. Срђан Орсић
45. Вирђинија Поповић
46. Симон Грабовац
47. Тамара Хрин Рончевић

#### Почасни чланови
- Владимир Пиштало
- Борис Лазић
- Марио Лигуори

#### Преминули чланови
- Драшко Ређеп
- Стеван Тонтић
- Пал Бендер
- Зоран Ђерић
- Душан Радак

#### Вести
- Основано Друштво новосадских књижевника
- ДНК покреће е-часопис: Више за читаче
- Поп и рок поезија на новосадски начин
- Новосадски писци у Дунавској библиотеци: Писарев, Копицл, Ђерић, Шапоња...
- Нова прича Новог Сада
- Слађана Илић: КЊИЖЕВНА КРИТИКА: Књижевна мапа Новог Сада